# Lijst van nummer 1-hits in Zwitserland in 2004
Deze hits stonden in 2004 op nummer 1 in de Schweizer Hitparade, de bekendste hitlijst in Zwitserland.
| Datum        | Artiest                    | Titel                           |
| ------------ | -------------------------- | ------------------------------- |
| 4 januari    | The Black Eyed Peas        | Shut up                         |
| 11 januari   | The Black Eyed Peas        | Shut up                         |
| 18 januari   | The Black Eyed Peas        | Shut up                         |
| 25 januari   | The Black Eyed Peas        | Shut up                         |
| 1 februari   | The Black Eyed Peas        | Shut up                         |
| 8 februari   | The Black Eyed Peas        | Shut up                         |
| 15 februari  | The Black Eyed Peas        | Shut up                         |
| 22 februari  | The Black Eyed Peas        | Shut up                         |
| 29 februari  | The Black Eyed Peas        | Shut up                         |
| 7 maart      | MusicStars                 | A kiss goodbye                  |
| 14 maart     | MusicStars                 | A kiss goodbye                  |
| 21 maart     | MusicStars                 | A kiss goodbye                  |
| 28 maart     | Anastacia                  | Left outside alone              |
| 4 april      | Carmen Fenk                | In love with you again          |
| 11 april     | Usher, Ludacris & Lil' Jon | Yeah!                           |
| 18 april     | Usher, Ludacris & Lil' Jon | Yeah!                           |
| 25 april     | Usher, Ludacris & Lil' Jon | Yeah!                           |
| 2 mei        | Usher, Ludacris & Lil' Jon | Yeah!                           |
| 9 mei        | Usher, Ludacris & Lil' Jon | Yeah!                           |
| 16 mei       | Usher, Ludacris & Lil' Jon | Yeah!                           |
| 23 mei       | Eamon                      | F**k it (I don't want you back) |
| 30 mei       | Eamon                      | F**k it (I don't want you back) |
| 6 juni       | Eamon                      | F**k it (I don't want you back) |
| 13 juni      | Eamon                      | F**k it (I don't want you back) |
| 20 juni      | O-Zone                     | Dragostea din tei               |
| 27 juni      | O-Zone                     | Dragostea din tei               |
| 4 juli       | O-Zone                     | Dragostea din tei               |
| 11 juli      | O-Zone                     | Dragostea din tei               |
| 18 juli      | O-Zone                     | Dragostea din tei               |
| 25 juli      | O-Zone                     | Dragostea din tei               |
| 1 augustus   | O-Zone                     | Dragostea din tei               |
| 8 augustus   | O-Zone                     | Dragostea din tei               |
| 15 augustus  | O-Zone                     | Dragostea din tei               |
| 22 augustus  | O-Zone                     | Dragostea din tei               |
| 29 augustus  | O-Zone                     | Dragostea din tei               |
| 5 september  | O-Zone                     | Dragostea din tei               |
| 12 september | O-Zone                     | Dragostea din tei               |
| 19 september | O-Zone                     | Dragostea din tei               |
| 26 september | K'Maro                     | Femme like U                    |
| 3 oktober    | Aventura                   | Obesion                         |
| 10 oktober   | K'Maro                     | Femme like U                    |
| 17 oktober   | K'Maro                     | Femme like U                    |
| 24 oktober   | K'Maro                     | Femme like U                    |
| 31 oktober   | K'Maro                     | Femme like U                    |
| 7 november   | K'Maro                     | Femme like U                    |
| 14 november  | Eminem                     | Just lost it                    |
| 21 november  | Eminem                     | Just lost it                    |
| 28 november  | Destiny's Child            | Lose My Breath                  |
| 5 december   | Destiny's Child            | Lose my breath                  |
| 12 december  | Destiny's Child            | Lose my breath                  |
| 19 december  | Destiny's Child            | Lose my breath                  |
| 26 december  | Destiny's Child            | Lose my breath                  |